# Pseudotrizona
Pseudotrizona is een geslacht van weekdieren uit de klasse van de Gastropoda (slakken).

## Soort
- Pseudotrizona inflata (Kobelt, 1876)